# 성간군
성간군(城干郡)은 조선민주주의인민공화국 자강도 중부에 위치하는 군이다.

## 지리
북쪽으로 강계시·자강군, 동쪽으로 랑림군, 서쪽으로 위원군, 남쪽으로 룡림군·전천군과 접한다.
성간군은 낭림산맥에 자리잡고 있고 서쪽을 흐르는 장자강을 향해 아래로 경사져있다. 군내 최고봉은 해발 2,214m의 맹부산이다. 전체 면적의 92%가 산림이다.

## 역사
해방 전에는 평안북도 강계군의 일부였다. 1949년 1월에 자강도 전천군에 속하게 되었다. 1952년 12월, 전천군의 상간면, 간북면과 장강군 공북면의 부지리를 합병해 성간군(성간읍, 14개 리)을 신설했다.

## 산업
지역의 주요 산업은 벌목과 농업이다. 성간에서 재배되는 농작물로는 옥수수, 밀, 기장이 있고 그 밖에도 소와 누에가 재배된다.

## 교통
군의 서쪽으로 강을 따라 만포선이 통과한다. 또한 도로를 통해 강계 및 평양과 연결된다.

## 행정 구역
1읍 5구 9리로 구성된다.
- 성간읍 (城干邑)
- 성룡로동자구 (城龍勞動者區)
- 창평로동자구 (倉坪勞動者區)
- 성하로동자구 (城下勞動者區)
- 동산로동자구 (東山勞動者區)
- 외중로동자구 (外中勞動者區)
- 백암리 (白岩里)
- 백자리 (栢子里)
- 무채리 (茂菜里)
- 무선리 (舞仙里)
- 북리 (北里)
- 신청리 (新淸里)
- 부지리 (富只里)
- 외서리 (外西里)
- 광명리 (光明里)

## 같이 보기
- 조선민주주의인민공화국의 지리
- 조선민주주의인민공화국의 행정 구역